# Lawe Kulok
Lawe Kulok is een bestuurslaag in het regentschap Aceh Tenggara van de provincie Atjeh, Indonesië. Lawe Kulok telt 465 inwoners (volkstelling 2010).